# Megabyte
O megabyte (MB) é uma unidade de medida de informação que equivale a 1 000 000 bytes (segundo SI) ou a 220 = 1 048 576 bytes, dependendo do contexto. De forma a evitar esta ambiguidade, foi recentemente introduzido o múltiplo Mebi que permite a utilização do termo mebibyte para designar a quantidade de informação correspondente a 220 Bytes. Assim:
|            | Equivalente em Bytes | Equivalente em bits |
| ---------- | -------------------- | ------------------- |
| 1 megabyte | 106 ou 1 000 000     | 8 000 000           |
| 1 mebibyte | 220 ou 1 048 576     | 8 388 608           |

O termo megabyte é também utilizado esporadicamente de forma incoerente para designar 103*210 = 1 024 000 Bytes.

## Exemplos de Megabyte
- Uma imagem bitmap de 1000×1000px em 8 bits (1 byte) color depth;
- Um minuto e quatro segundos de música em formato MP3 128 kb/s;
- 100 páginas de texto com espaçamento único e fonte tamanho 12 no OpenOffice.org;
- 3 segundos de vídeo com qualidade de DVD;
- Byte frequentemente é confundido com bit, mas não são sinônimos;
- 1 byte equivale a 8 bits;
- A internet brasileira anunciada como sendo de "1 mega" na verdade é de 1 megabit por segundo (e não 1 megabyte por segundo). Isso equivale a 125 kB/s (quilobytes por segundo), que é a velocidade real que se consegue atingir.

- 1 byte = 8 bits
- 1 quilobyte = 8 quilobits
- 1 megabyte = 8 Megabits
- 1 megabyte = 1024 quilobytes
- 1 megabit = 128 quilobytes

- kb = quilobit e kB = quilobyte (abreviatura de bit é com letra minúscula).
- Mb = megabit e MB = megabyte (abreviatura de byte é com letra maiúscula).